# Marie Kristýna Rakouská (1879–1962)
Marie Kristýna Rakouská (Maria Christina Isabelle Natalie; 17. listopadu 1879, Krakov – 6. srpna 1962, Anholt) byla členka tešínské linie Habsbursko-lotrinské dynastie, arcivévodkyně a princezna rakouská, princezna uherská, česká a toskánská, dědičná princezna Salm-Salm.

## Mládí
Byla nejstarším dítětem a dcerou arcivévody Bedřicha Rakousko-Těšínského a jeho manželky princezny Isabely z Croy.

## Manželství a děti
Dne 10. května 1902 se ve Vídni provdala za Emanuela, dědičného prince Salm-Salm, syna Alfreda, knížete Salm-Salm a jeho manželky hraběnky Rosy Lützow. Spolu měli 5 dětí:
- Isabela Salm-Salm (13. února 1903 – 10. ledna 2009), ⚭ 1925 baron Felix z Loë (1896–1944)
- Rosemary Salm-Salm (13. dubna 1904 – 3. května 2001), ⚭ 1926 Hubert Salvátor Rakousko-Toskánský (30. dubna 1894 – 24. března 1971), rakouský arcivévoda a princ toskánský
- Nikolaus Leopold Salm-Salm (14. února 1906 – 15. ledna 1988), sňatek (1.) s princeznou Idou von Wrede (rozv. 1948), (2.) s Eleonore von Zitzewitz (rozv. 1961), (3.) s Marií Moret a (4.) s Christiane Kostecki
- Cecílie Salm-Salm (8. března 1911 – 11. března 1991), sňatek s Františkem Josefem Salm-Reifferscheidt-Krautheim a Dyck
- František Salm-Salm (18. září 1912 – 27. srpna 1917)

## Tituly a oslovení
- 17. listopadu 1879 – 10. května 1902: Její císařská a královská Výsost arcivévodkyně Marie Kristýna Rakouská, princezna uherská, česká a toskánská
- 10. května 1902 – 19. srpna 1916: Její císařská a královská Výsost dědičná princezna Salm-Salm
- 19. srpna 1916 – 6. srpna 1962: Její císařská a královská Výsost dědičná princezna vdova Salm-Salm